# Pilotrichum husnotii
Pilotrichum husnotii är en bladmossart som beskrevs av W. P. Schimper och Bescherelle 1876. Pilotrichum husnotii ingår i släktet Pilotrichum och familjen Daltoniaceae. Inga underarter finns listade i Catalogue of Life.